# Боровик Сергій Миколайович
Сергій Миколайович Боровик (28 березня 1954, Київ, Українська РСР, СРСР) — український дипломат.

## Біографія
Народився 28 березня 1954 році у Києві.
У 1977 закінчив Київський державний університет ім. Т.Шевченка, факультет міжнародних відносин і міжнародного права, за фахом — спеціаліст з міжнародних відносин, референт-перекладач англійської мови.
Володіє іноземними мовами: російською, англійською, французькою.
З 1971 по 1972 — працював слюсарем на заводі «Арсенал».
З 1972 по 1977 — студент Київського державного університету ім. Т. Шевченка.
З 1977 по 1983 — аташе, 3-й секретар, 2-й секретар, 1-й секретар протокольного відділу МЗС Української РСР.
З 1983 — 1-й секретар секретаріату Комісії УРСР в справах ЮНЕСКО МЗС УРСР, м. Київ.
З 1987 по 1991 — 1-й секретар Постійного представництва УРСР при ЮНЕСКО, м. Париж.
З 1991 по 1992 — 1-й секретар відділу культурного і гуманітарного співробітництва МЗС України, м. Київ.
З 1992 по 1995 — помічник Міністра, радник, головний радник МЗС України.
З 1995 по 1997 — Генеральний консул Генерального консульства України в Торонто (Канада).
З 1997 по 1999 — радник Посольства України в Канаді.
З 2000 по 2001 — заступник начальника управління, виконувач обов'язків начальника Управління міжнародних організацій МЗС України.
З 04.2001 — Генеральний інспектор Управління Генеральної інспекції МЗС України.
З 13.10.2004 по 15.08.2009 — Надзвичайний і Повноважний Посол України в Алжирській Народно-Демократичній Республіці.
З 16.11.2007 по 15.08.2009 — Надзвичайний і Повноважний Посол України в Малі за сумісництвом.
Зараз[коли?] — Посол з особливих доручень Міністерства закордонних справ України

## Звання
Дипломатичний ранг: Надзвичайний і Повноважний Посол України

## Нагороди
- медалі «1500-річчя Києва», «За працю і звитягу», нагороди Канади.